# Azteca brevicornis
Azteca brevicornis este o specie de furnică din genul  Azteca. Descrisă de Mayr în 1878, specia este endemică pentru Brazilia.